# ستفين سميث
ستفين سميث (بالإنجليزية: Stevin Smith) مواليد 24 يناير 1972 في دالاس، هو لاعب كرة سلة أمريكي سابق بدأ مسيرته الاحترافية في سنة 1994. يبلغ طوله 6 قدم 1 بوصة (1.9 م). اعتزل اللعب في 2008.

## المسيرة الاحترافية
لعب مع نادي بيناس ويسكا لكرة السلة في الدوري الإسباني في سنة 1994، ثم لعب مع دالاس مافيريكس في سنة 1997، ثم لعب مع نانسي باسكت في الدوري الفرنسي في موسم 2001–2002.

## روابط خارجية
- ستفين سميث على موقع الاتحاد الدولي لكرة السلة (الإنجليزية)
- ستفين سميث على موقع الدوري الأوروبي لكرة السلة (الإنجليزية)
- ستفين سميث على موقع إن بي أي (الإنجليزية)
- ستفين سميث على موقع سبورتس رفرنس (الإنجليزية)
- ستفين سميث على موقع الدوري الإسباني لكرة السلة (الإسبانية)
- ستفين سميث على موقع كرة السلة الأوروبية.كوم (الإنجليزية)
- ستفين سميث على موقع كلية كرة السلة في سبورتس رفرنس.كوم (الإنجليزية)
- ستفين سميث على موقع ريلجم (الإنجليزية)
- ستفين سميث على موقع بروبوليرز (الإنجليزية)
- ستفين سميث على موقع سبورتس رفرنس (الإنجليزية)